# غابة شيبكينسكي
غابة شيبكينسكي هي إحدى المناطق المحمية في روسيا و أكبر منطقة خضراء في منطقة روستوف على نهر الدون. يعود اسمها السابق شيبكينسكي بالكي الى المكان الذي كان في الموقع الحالي للغابة. أبعاد الحديقة هي 4 كيلومترات من الشمال إلى الجنوب و 4- 4.5 كيلومتر من الشرق إلى الغرب. حتى 20 كانون الثاني(يناير) 2006 ، كانت المنطقة مركز للصيد الوطني للدولة، وتعتبر ذات أهمية إقليمية.

## تاريخ
في بداية القرن العشرين، تم اتخاذ قرار في المنطقة القريبة من قرية شتشبكينو بإنشاء مزرعة حرجية، والتي تحولت فيما بعد إلى محمية طبيعية. من المعروف أن المحمية تم إنشاؤها لتربية أنواع مختلفة من الحيوانات على أراضيها، إلا أن المبادرة فشلت وتوقفت جميع الأنشطة في هذا المجال.
في الوقت الحاضر أصبحت غابة شيبكينسكي أكبر منطقة خضراء في المنطقة بالقرب من مدينة كبيرة.

## جغرافية
غابة شتشبكينو تقع في شمال شرق روستوف على نهر الدون. تتميز التضاريس بتكوينات رسوبية. في أراضي المحمية، يوجد محجران، واحد منهما مملوء بالماء. في الجزء المركزي من الغابة يوجد بركة مائية راكدة؛ ويُحظر السباحة فيها. في الجزء الشرقي من مزرعة الغابة يوجد بحيرة صناعية تكونت من روافد نهري بولشايا كاميشيفاخا و تيميرنيك.
تعد الأراضي الطبيعية لغابة شتشبكينو موطنًا للعديد من الحيوانت النهرية والغابية. في المحجر المغمور بالماء توجد أسماك الدّوع الصيني، وسمك الشبوط القرد، والكركند. الغزلان، والثعالب، والأرانب، والخنازير البرية، والطواويس، والسمان، والرخم، وأنواع أخرى من الحيوانات الشائعة في جنوب روسيا تعيش في الغابة. يُحظر الصيد في غابة شتشبكينو، ولكن لا يُشترط الحصول على إذن للصيد.